# Francisco da Silva Marques
Pour les articles homonymes, voir Francisco Silva, Silva et Marques (homonymie).
Francisco da Silva Marques est un footballeur portugais né le 11 mars 1905 et mort le 9 mai 1968. Il évoluait au poste d'attaquant.

## Biographie

### En club
Il joue pendant toute sa carrière au CF Belenenses de 1925 à 1936,.
À une époque où le championnat du Portugal n'était pas encore institutionnalisé sous la forme d'aujourd'hui, il dispute le championnat de Lisbonne qu'il remporte en 1929 mais aussi le Campeonato de Portugal. Cette compétition se déroule sous un format proche de la Coupe du Portugal actuelle mais constitue le seul trophée national de l'époque. Silva Marques remporte à deux reprises en 1927 et 1929 la compétition,.
Il dispute deux saisons dans la nouvelle première division portugaise instaurée en 1934. Il joue 14 matchs pour 7 buts marqués,.

### En équipe nationale
International portugais, il reçoit trois sélections en équipe du Portugal entre 1927 et 1930 toutes dans le cadre d'amicaux.
Il débute en sélection le 16 mars 1927 contre la France (victoire 4-0 à Lisbonne).
Le 17 avril 1927, il joue contre l'Italie (défaite 1-3 à Turin).
Il dispute son dernier match le 23 février 1930 à nouveau contre la France (victoire 2-0 à Porto).

## Palmarès
Avec le CF Belenenses :
- Vainqueur du Campeonato de Portugal  en 1927 et 1929 (ancêtre du Championnat du Portugal, sous un format proche de l'actuelle Coupe du Portugal)
- Champion de Lisbonne en 1929